# Zeeboontje
Het zeeboontje (Echinocyamus pusillus) is een zee-egel uit de familie Fibulariidae, een familie uit de orde van de zanddollars (Clypeasteroida). De wetenschappelijke naam van de soort werd in 1776 voor het eerst geldig gepubliceerd door Otto Friedrich Müller als Spatagus pusillus.

## Kenmerken
De maximale grootte van het sterk afgeplatte skelet is ongeveer een centimeter. De schalen van de dode dieren zijn opmerkelijk stevig. Aan de onderzijde van het kalkskelet zijn twee openingen waarneembaar: de anale- en de mondopening. De gehele mantel is bekleed met korte dichte stekels, waardoor het levende dier een harig uiterlijk krijgt. Er zijn twee soorten stekels aanwezig, relatief lange, scherp gepunte en kortere met gekartelde uiteinden. De kleur van deze zee-egel is groenachtig of geelachtig grijs, maar wordt felgroen als hij gewond raakt.

## Areaal
Het zeeboontje heeft een brede verspreiding in het noordoostelijke deel van het Atlantische gebied. Het verspreidingsgebied strekt zich uit van de Oostzee, de Middellandse Zee, de Azoren en tot aan de kusten van West-Afrika. Het komt veel voor in de Noordzee en rond de kusten van Groot-Brittannië. Het komt voor op diepten van het lagere subtidaal tot ongeveer 1250 meter. Grind en grof zand bieden een geschikt leefgebied waarin het zich kan begraven.

## Voorkomen
Tamelijk algemeen in aanspoelsel van stranden van de Noordzee. De meeste vondsten van het Noordzeestrand zijn afkomstig van dieren die beneden de brandingszone voor de kust leven en zijn niet fossiel. Aangespoelde exemplaren zijn meestal spierwit en zijn geheel ontdaan van de stekels.

## Fossiel voorkomen
Het Zeeboontje komt in het Noordzeebekken voor in mariene afzettingen die tijdens een warm klimaat zijn afgezet tijdens het Plioceen, Pleistoceen en Holoceen. In Nederland en België is deze soort plaatselijk zeer algemeen in lagen die uit het Eemien dateren.